# Münchner Verkehrsgesellschaft
Die Münchner Verkehrsgesellschaft mbH (MVG) ist ein im Jahr 2001 aus den kommunalen SWM Verkehrsbetrieben hervorgegangenes Verkehrsunternehmen für den öffentlichen Personennahverkehr (ÖPNV) und seit 2002 die Betreibergesellschaft für den städtischen U-Bahn-, Trambahn- und Stadtbusverkehr in München. Die MVG ist eine Gesellschaft mit beschränkter Haftung in kommunaler Trägerschaft. Sie ist ein Tochterunternehmen der Stadtwerke München (SWM), wo sie dem Ressort Mobilität angegliedert ist.
Die Verkehrsmittel der MVG sind in den Münchner Verkehrs- und Tarifverbund (MVV) eingebunden.

## Unternehmensstruktur

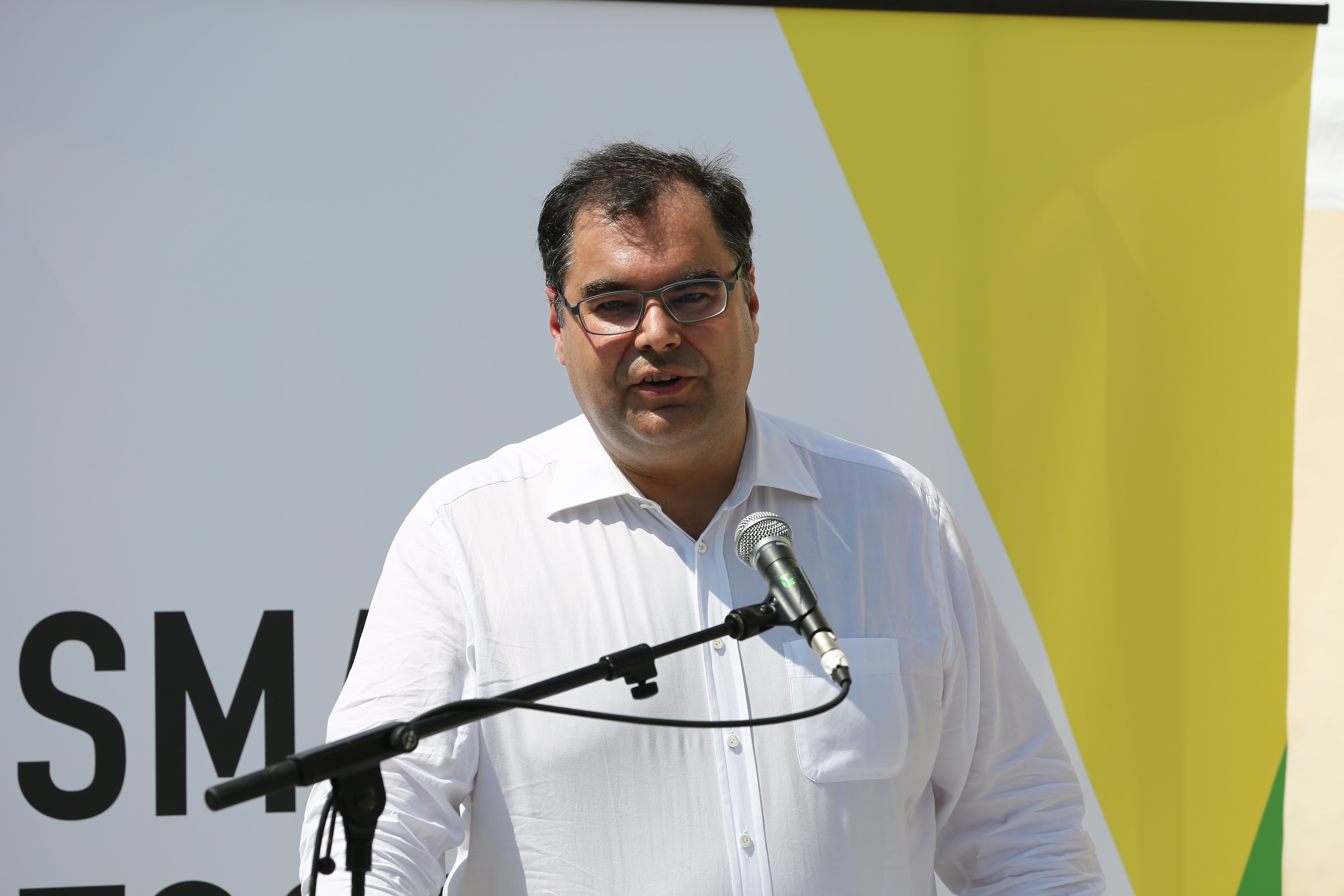
Ingo Wortmann, Geschäftsführer der MVG seit 2016 sowie Präsident des VDV

Die MVG übernahm Anfang 2002 den Betrieb der U-Bahnen, Straßenbahnen und Busse von den SWM Verkehrsbetrieben, während die Fahrzeuge und die Netzinfrastruktur Eigentum der Stadtwerke blieben. Die notwendigen Dienstleistungen mietet die MVG vom Mutterunternehmen an. Durch dieses Modell besteht eine Trennung zwischen den selbst zu erwirtschaftenden Betriebskosten von der MVG und der Infrastrukturkostenfinanzierung durch den Mutterkonzern. Hierdurch sollte, so die Begründung der SWM für diese Struktur, sichergestellt werden, dass die Münchner Verkehrsbetriebe in kommunaler Trägerschaft verbleiben können. Darüber hinaus ist die MVG ein Unternehmen im MVV und arbeitet damit gemeinsam mit Partnerunternehmen an einem abgestimmten öffentlichen Personennahverkehr.
In der SWM ist die MVG dem Ressort Mobilität, das zeitweise auch Geschäftsfeld bzw. Unternehmensbereich Verkehr genannt wurde, unterstellt. Dabei ist die MVG Vertragspartner der Fahrgäste, während die SWM im Auftrag der MVG alle Verkehrsdienstleistungen bei den U- und Straßenbahnen erbringt. Die Busverkehrsleistungen werden außer durch die MVG auch durch private Subunternehmer erbracht. Einer der privaten Kooperationspartner, das Busunternehmen Münchner Linien GmbH & Co. KG, ist Gemeinschaftsbesitz der SWM mit dem Busunternehmen AutobusOberbayern. Zu Beginn arbeitete auch das Personal der MVG im Auftrag des Mutterkonzerns SWM. Im April 2022 waren 4.650 Mitarbeiter in der MVG sowie im Ressort Mobilität der SWM tätig, wobei 2.250 Personen als Fahrzeugführer angestellt waren. Von 3.861 Mitarbeiter im Geschäftsfeld Verkehr der SWM im Jahr 2016 waren 1.010 bei der MVG angestellt. Der Geschäftsführer der MVG ist zugleich der Geschäftsführer für Mobilität bei der SWM und wird vom Aufsichtsrat der Stadtwerke berufen. Neben der MVG beinhaltet der Bereich Mobilität auch die Bereiche Elektro- und Erdgasmobilität. Ferner ist die MVG seit Juni 2014 mit 10,13 Prozent an der Gesellschaft VDV eTicket Service beteiligt.
Als hundertprozentiges Tochterunternehmen der SWM befindet sich die Infrastruktur für den öffentlichen Personennahverkehr vollständig in den Händen der Stadt München. Somit ist die Landeshauptstadt München der Gesellschafter der MVG. Im Gesellschaftsvertrag der MVG ist die Zusammensetzung ihres Aufsichtsrates geregelt. Dieser besteht aus neun Mitgliedern, wobei auf der Seite des Eigners neben dem Münchner Oberbürgermeister, der den Vorsitz im Aufsichtsrat hat, der Stadtkämmerer und der Mobilitätsreferent dem Aufsichtsrat angehören. Die sechs übrigen Mitglieder werden von der Landeshauptstadt entsandt und bestehen aus jeweils einem Mitglied der drei größten Fraktionen im Münchner Stadtrat sowie aus drei Vertretern der Arbeitnehmer, die auf Vorschlag des Betriebsrates der Verkehrsbetriebe von den Stadträten gewählt werden.
Für künftige Fahrplanänderungen erstellt die MVG ein Leistungsprogramm, in dem sie ihre Vorschläge auflistet. Diese sind in die Pakete A, B und C aufgeteilt und werden entsprechend den Einschätzungen der MVG bezüglich ihrer Dringlichkeit und Finanzierbarkeit kategorisiert. Letztendlich werden die einzelnen Vorschläge des Leistungsprogramms vom Stadtrat bestätigt oder abgelehnt beziehungsweise verändert oder ergänzt.
Die MVG ist angewiesen, kostendeckend zu arbeiten. Daher können sowohl die Betriebs- als auch ein Großteil der Infrastrukturvorhaltekosten lediglich durch Fahrgasteinnahmen gedeckt werden. Als kommunales Unternehmen strebt sie allerdings keine Gewinne an. Sofern der Münchner Stadtrat jedoch Leistungen fordert, welche die MVG als wirtschaftlich unrentabel einstuft, muss er diese selbst finanzieren. So werden beispielsweise die Nachtlinien durch kommunale Mittel betrieben. Wie auch die anderen Partnergesellschaften im MVV kalkuliert die MVG ihre Kosten und teilt anschließend dem MVV mit, wie viel Fahrpreiserlöse sie erwartet. Aus diesen Informationen kalkuliert der Verbund die Ticketpreise, die von den Gesellschaftern am Ende beschlossen werden.

## Geschichte

### Ausgangssituation

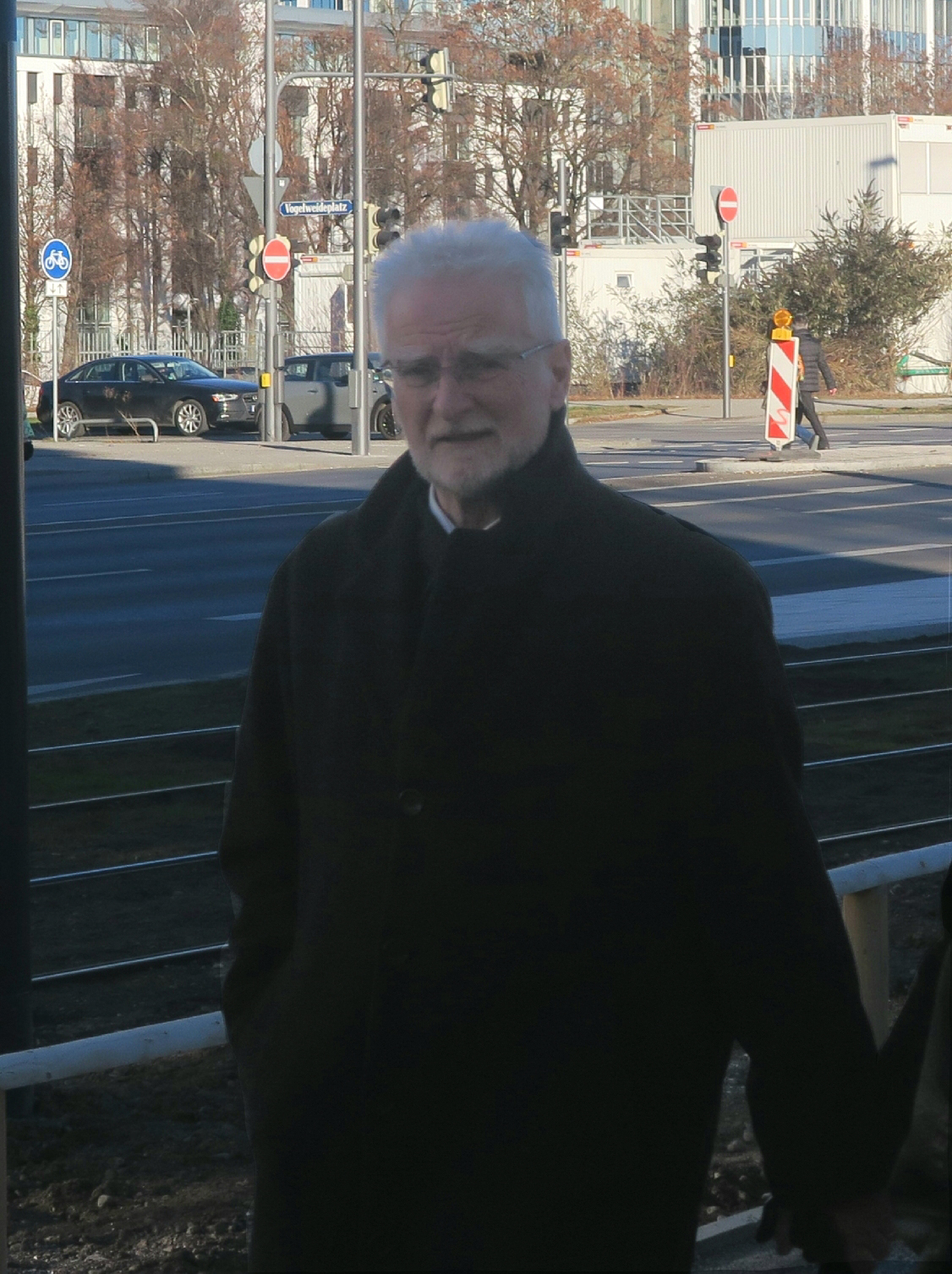
Herbert König, Abteilungsleiter der SWM Verkehrsbetriebe von 1992 bis 2001 und Geschäftsführer der MVG von 2001 bis 2016

Bis zum 31. Dezember 2001 wurden die U-Bahn-, Straßenbahn- und Buslinien im Münchner Stadtgebiet von den SWM Verkehrsbetrieben geleitet und durch andere Sparten quersubventioniert. Da jedoch im Jahr 1992 Richtlinien der Europäischen Gemeinschaft nach Aussagen der SWM eine strikte Trennung zwischen ÖPNV-Aufgabenträger und Verkehrsunternehmen erforderlich machten, wurden Reformen als notwendig angesehen. Gemäß dem Unternehmen sahen die Richtlinien vor, dass kommunale Unternehmen kostendeckend und mit Gewinnabsichten arbeiten müssen. Hintergrund für die Richtlinienänderung war das Ziel, bei einem Erhalt eines attraktiven öffentlichen Personenverkehrs die Ausgaben zu senken.
Nach Aussagen der SWM waren laut Europarecht die Quersubventionierungen nun nicht länger zulässig. Im selben Jahr wurde bei den SWM Verkehrsbetrieben Herbert König neuer Abteilungsleiter. König setzte sich für einen wirtschaftlichen öffentlichen Personennahverkehr ein und konnte mit Bürgermeister Georg Kronawitter zwischen 1991 und 1996 erfolgreich Reformen im MVV zur Entlastung der Münchner Stadtverwaltung voranbringen. Während bis dahin die SWM Verkehrsbetriebe weitestgehend von den Vorgaben der MVV abhängig waren, hatten sie nun größere Handlungsfreiheiten. Damit konnten auch die Diskrepanzen zwischen den Vorgaben der MVV und dem verfügbaren Budget der Stadtwerke beseitigt werden.
Infolge der Liberalisierungspolitik prognostizierten die Manager der SWM Verkehrsbetriebe, dass der öffentliche Personennahverkehr in Zukunft durch Deregulierung und Wettbewerb bestimmt wird. Diverse kapitalstarke Mobilitätskonzerne waren im Begriff, in den deutschen Verkehrsmarkt einzusteigen. Eine Beratungsgesellschaft prognostizierte, dass in Deutschland der öffentliche Nahverkehr bis 2010 von nur noch zehn Unternehmen beherrscht wird, was sich jedoch nicht einmal im MVV-Gebiet bewahrheitete. Im Aufsichtsrat fügte König 1999 hinzu, dass sich die Erträge für die Verkehrsbetriebe aus dem Querverband nachhaltig verringern, wobei die Rationalisierungspotentiale nahezu ausgeschöpft sind. Während die Fahrgastzahlen stagnierten, erhöhte sich die Zahl zugelassener Kraftfahrzeuge je Einwohner in München.
Hinsichtlich der Eigenwirtschaftlichkeit kamen gemäß der SWM weitere Gesetze hinzu, die von der Justiz eng ausgelegt wurden: Buskonzessionen gab es demnach nur noch für zwei Jahre und Verkehrsleistungen mussten vermehrt ausgeschrieben werden. Mit der Infragestellung der Querverbundfinanzierung standen die Finanzgrundlagen des öffentlichen Personennahverkehrs vor dem Ende. Auch das Verbundkonzept des MVV selbst wurde als bedroht angesehen, da gemäß SWM im neuen Ordnungsrahmen die einzelnen Teilnehmer zueinander im Wettbewerb stehen sollten.

### Gründung der MVG
Unter diesen Voraussetzungen wurde eine grundlegende Neuorganisation der SWM Verkehrsbetriebe und des MVV notwendig. König legte seine Pläne im November 1999 dem Aufsichtsrat vor. Diese sahen
1. eine echte Eigenwirtschaftlichkeit und Wettbewerbsfähigkeit im operativen Geschäft,
2. einen geringstmöglichen Qualitätsverlust bei Senkung des Zuschussbedarfs auf ein Minimum,
3. einen auf Wettbewerb ausgelegten Geschäftsprozess innerhalb der neuen rechtlichen Rahmenbedingungen sowie
4. die Ausschöpfung sämtlicher Synergiepotenziale im Bereich von Konzern und Allianzen vor.

Damit sollte sichergestellt werden, dass der öffentliche Personennahverkehr in München in kommunaler Hand bleiben konnte.
Die SWM stand gemäß eigenen Angaben jedoch beim Ertragsniveau pro beförderter Person bundesweit an drittletzter Stelle. König war davon überzeugt, dass nur eine radikale Kehrtwende das Überleben der Verkehrsbetriebe sichern konnte. Sofern die Verkehrsbetriebe in kommunaler Hand bleiben sollten, waren sie gezwungen, eigenwirtschaftlich zu sein. Nach geltendem Recht hätte laut dem Unternehmen sonst eine sofortige Ausschreibung erfolgen müssen. Aus diesem Grund waren sämtliche unternehmerischen Anstrengungen darum bemüht, auf Kosten- und Einnahmeseite einen positiven Umsatz zu erzielen, um dadurch die Verkehrsbetriebe eigenwirtschaftlich zu machen. Zugleich erfolgte eine Qualitätsoffensive durch Beschleunigungsprogramme und dynamische Informationssysteme in Bus und Tram sowie die Modernisierung des Fahrzeugfuhrparks.
Am 27. Juni 2001 stimmte der Münchner Stadtrat der Gründung der MVG zu. Der Gesellschaftervertrag wurde am 30. Oktober 2001 unterzeichnet und die Eintragung ins Handelsregister erfolgte am 1. Januar 2002. Am selben Tag übernahm die MVG den Betrieb von den Verkehrsbetrieben der SWM. Von Beginn an war König Geschäftsführer des neuen Unternehmens, das als eine eigene Tochtergesellschaft innerhalb beziehungsweise neben dem Geschäftsbereich für Verkehr von der SWM konzipiert wurde. König sah in diesem Schritt die Chance, kurzfristig ein schlagkräftiges Verkehrsunternehmen zu schaffen. Es war mit marktfähigen Lohntarifverträgen ausgestattet und bot den vollständigen kommunalen öffentlichen Personennahverkehr an. Während es kurzfristig das Ziel war, die in Kürze auslaufenden Buskonzessionen zu sichern, ging es längerfristig darum, als eigenständiges Verkehrsunternehmen wahrgenommen zu werden, wodurch auch eine verstärkte Differenzierung vom MVV erfolgen sollte.

### Weitere Entwicklung

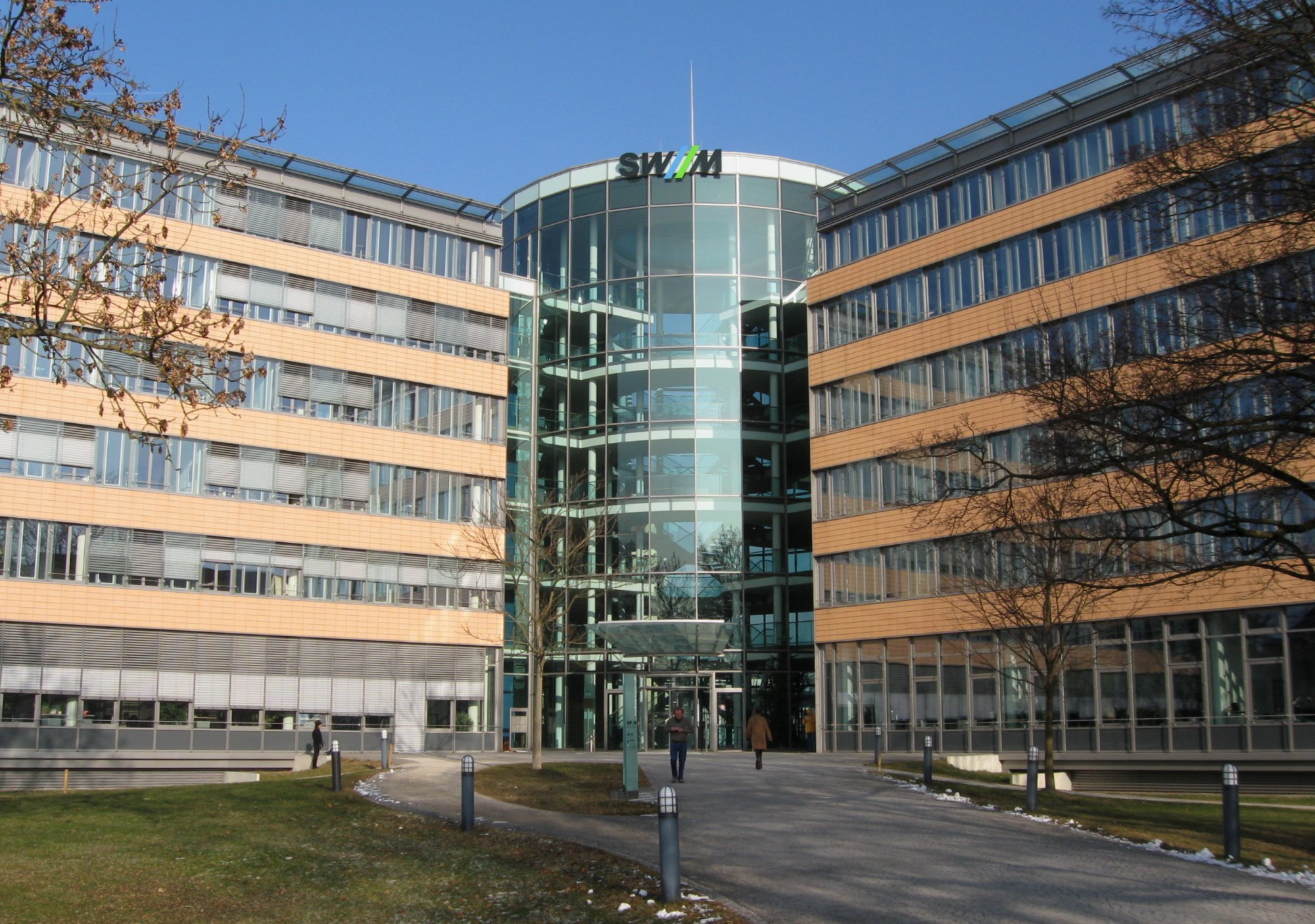
Die 2002 eröffnete Zentrale der SWM und der Tochter MVG

Noch im Jahr 2002 zogen Oberflächenstelle, Direktions- und Büroräume der MVG nach Moosach in die neue Zentrale der SWM um. Um sich stärker am Markt auszurichten, wurde im Juli 2003 eine umfassende Neuorganisation im Unternehmensressorts vorgenommen. Hierbei wurden die Geschäftsbereiche für Verkehrsmanagement, Fahrzeuge und Betrieb aufgelöst und durch die neugegründeten Ressorts Bus, Verkehrsservice und Schiene ersetzt.
Entgegen den Prognosen von 1999 nahm das Geschäft im öffentlichen Personennahverkehr in München durch ein steigendes Klima- und Umweltbewusstsein und ein daraus verändertes Mobilitätsverhalten zu. Infolgedessen verzeichnete die MVG kontinuierlich neue Fahrgastzahlenrekorde. Während im Jahr 2000 noch 440 Millionen Fahrgäste befördert wurden, waren es 2009 erstmals über eine halbe Milliarde und im Jahr 2015 beförderte die MVG rund 566 Millionen Personen. Während König noch in den 2000er Jahren diverse Sparmaßnahmen wie Taktausdünnungen vorsah, die zum Teil in der Lokalpresse für mediale Aufregung sorgten, mündeten die steigenden Fahrgastzahlen schließlich im Projekt Angebotsoffensive Nahverkehr. Hierbei sollte mit einem Finanzierungsvolumen von 100 Millionen Euro bis 2018 durch Netzerweiterungen, Fahrzeugerneuerungen und Taktverdichtungen das Platzangebot gesteigert werden. Hintergrund war, dass durch die steigenden Fahrgastzahlen die Verkehrsinfrastruktur immer häufiger an ihre Grenzen stieß.
Am 1. November 2016 übernahm Ingo Wortmann die Geschäftsführung von Herbert König. Während sich sein Vorgänger für die Eigenwirtschaftlichkeit des Unternehmens einsetzte, meinte Wortmann in einem Interview 2018, dass der öffentliche Nahverkehr in München unterfinanziert ist und es deutlich mehr Zuschüsse von öffentlicher Hand bedarf. Mit der COVID-19-Pandemie ab 2020 reduzierten sich die Fahrgastzahlen der MVG zeitweise, sodass das Unternehmen die geplante Angebotoffensive stoppte und stattdessen das Angebot teilweise reduzierte. Aufgrund von Personalengpässen reduzierte die MVG auch nach dem Ende der Pandemie das Angebot. Da die Stadtverwaltung nach der Pandemie zudem in finanzielle Schwierigkeiten geriet, rückte die MVG von der ursprünglich geplanten Angebotsoffensive wieder ab.

## Unternehmensfelder

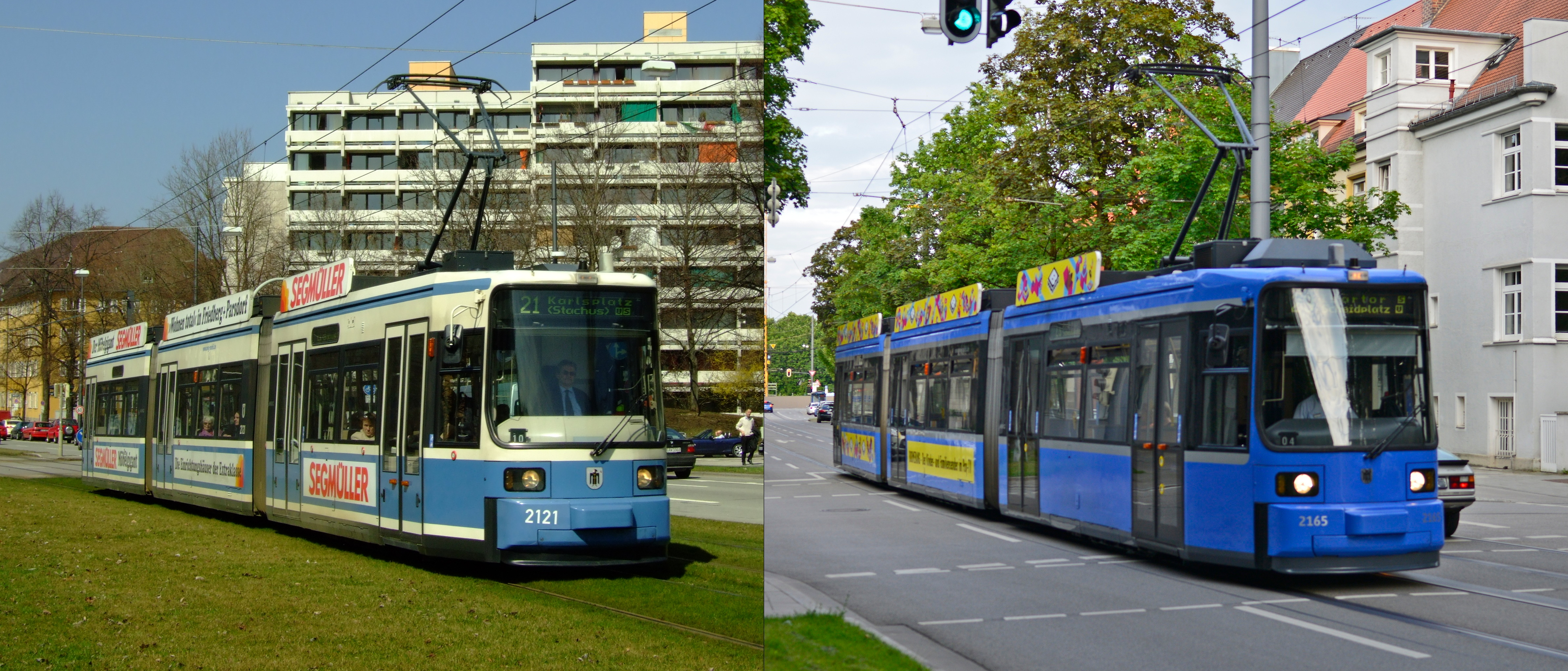
Straßenbahnen des Typs R2.2 in den alten (links) und den neuen Farben (rechts)

Im Jahr 2018 beförderte die MVG 596 Millionen Fahrgäste, wobei sich 55 Prozent mit der U-Bahn, 29 Prozent mit dem Bus und 16 Prozent mit der Straßenbahn fortbewegten. 2016 stieg die Fahrgastzahl auf 578 Millionen. In München befinden sich die nächstliegenden U-Bahn-, Trambahn- und Bushaltestellen in der Regel innerhalb eines Radius von etwa 400 Metern zu den Haushalten. Die MVG verkauft an mehr als 1500 Automaten die Fahrkarten des MVV. Darüber hinaus vertreibt die MVG das am 15. Dezember 2013 eingeführte Handyticket. Seit dem 1. August 2009 gilt in den Fahrzeugen der MVG ein Alkoholverbot sowie seit 2. April 2024 ein Verbot der Mitnahme von E-Tretrollern.
Mit der Straßenbahngeneration R3.3, die 1999 in München in Betrieb ging, wurde die heute gültige Farbgebung für die Fahrzeuge der MVG eingeführt. Sie sind überwiegend in einem Blauton, der im RAL-Design-System als RAL DS-270 50 40 bezeichnet wird, gehalten. Diese Farbgebung besteht, leicht modifiziert, auch für die U-Bahnen der Baureihe C sowie allen weiteren Fahrzeugen seit der Gründung der MVG. Weiterhin betreibt die MVG Fahrzeuge in einer weiß-blauen Farbgebung. Dieses Design war die typische Farbgebung der Fahrzeuge der SWM Verkehrsbetriebe. Die Haltestellenansagen in allen Fahrzeugen der MVG werden seit 1994 von Sabine Bundschu gesprochen. Seit Dezember 2018 werden die Haltestellen nach drei Signaltönen angesagt. Umsteigebeziehungen werden auf Deutsch und Englisch genannt.

### U-Bahn

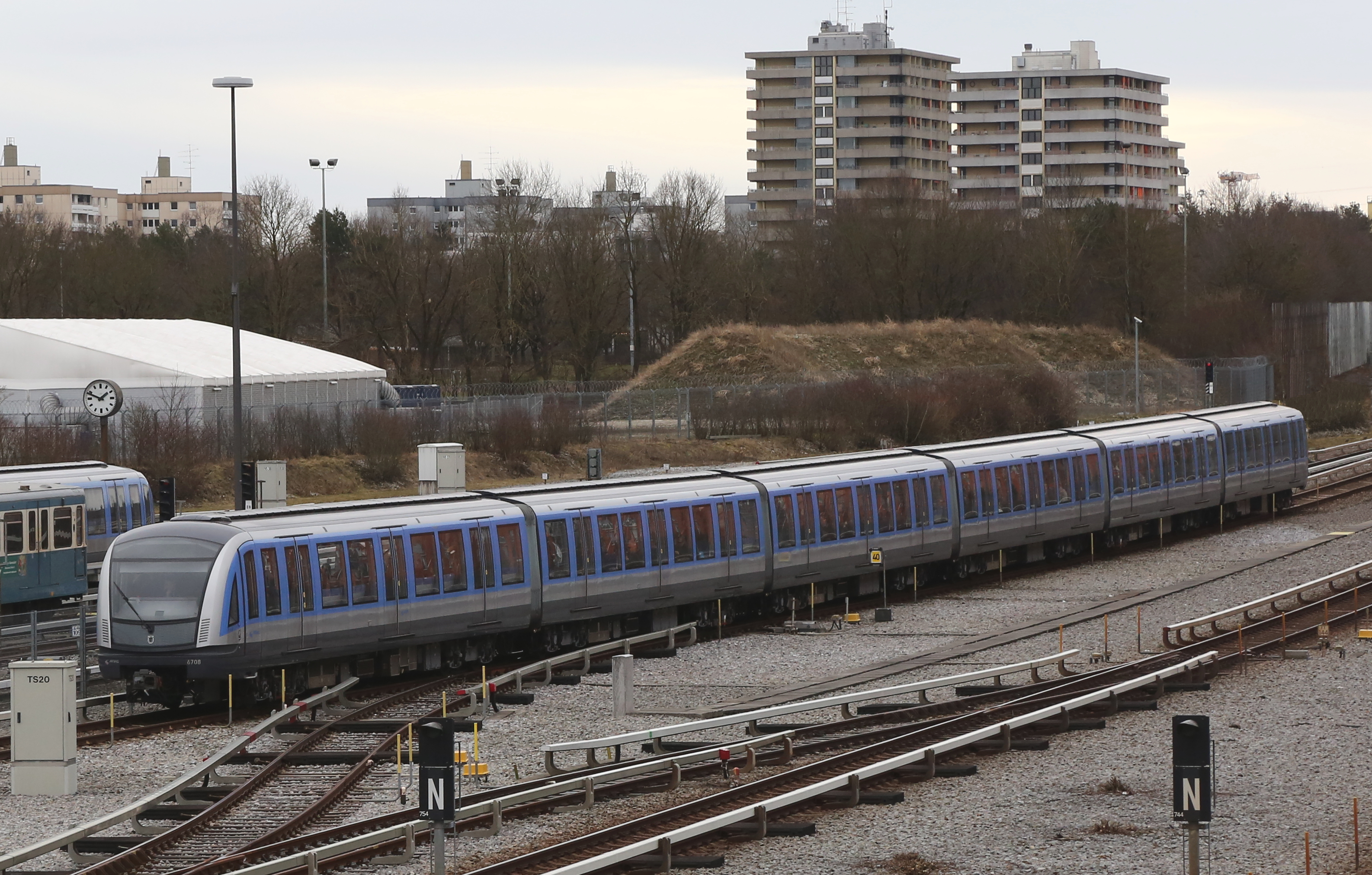
U-Bahn-Zug des Typs C2

Die U-Bahn ist in München neben der von der DB Regio Bayern betriebenen S-Bahn und den Regionalzügen das Kernstück der Verkehrsmittel im MVV. Gemeinsam bilden sie ein auf das Stadtzentrum ausgerichtetes Schnellbahnnetz. Im Jahr 2022 fuhren rund 364 Millionen Fahrgäste mit ihnen; 2019, im Jahr vor der COVID-19-Pandemie, waren es 615 Millionen. Das U-Bahn-Netz wurde bis 2010 kontinuierlich erweitert. Seitdem gibt es zwar zahlreiche Diskussionen um eine Erweiterung, allerdings wurde wegen Meinungsdifferenzen und mangels Untersuchungen zur Wirtschaftlichkeit keine Linie mehr verlängert. Während der damalige MVG-Geschäftsführer König und die Münchner Stadtratsfraktion der SPD für eine Entlastungsspange in Münchner Innenstadt plädierten, um damit das bestehende Netz zu entlasten, setzte sich die Stadtratsfraktion der CSU für eine Netzerweiterung mit einer U-Bahn nach Pasing ein.
Der U-Bahn-Betrieb wird durch die Verkehrsgesellschaft mit drei verschiedenen U-Bahn-Generationen betrieben, die aus den Baureihen A, B und C bestehen. Während bei den A- und B-Triebzügen die Fahrzeuge Doppeltriebwagen sind, bei denen drei Doppeltriebwagen einen Langzug bilden, bestehen die Gliederfahrzeuge der Generation C ausschließlich aus einem Langzug. Insgesamt sind für die MVG 768 U-Bahnwägen im Einsatz. In der Nacht wird der Betrieb kurzzeitig vollständig eingestellt. Hierbei werden Reparatur- und Reinigungsarbeiten erledigt, die während des Betriebsablaufs nicht möglich sind.
Das Liniennetz der Münchner U-Bahn erstreckt sich auf 95 Kilometer. Es gibt 100 Bahnhöfe, wovon vier Kreuzungsbahnhöfe doppelt gezählt werden. Die U-Bahnlinien haben einstellige Nummern und werden zusätzlich am Anfang der Nummer mit dem Buchstaben „U“ gekennzeichnet. Von insgesamt acht Linien fungieren zwei als Verstärker. Alle Linien fahren tagsüber mindestens im Zehn-Minuten-Takt und kommen in Zentrumsnähe mit je einer weiteren Linie zusammen, sodass es dort insgesamt drei Stammstrecken gibt. Im Jahr 2014 wurde erstmals auf einzelnen Stammstrecken ein Zwei-Minuten-Takt eingeführt, der jedoch nur kurzzeitig für Entlastung sorgte. In der Betriebszentrale gibt es drei Disponentenstellen, von wo aus der U-Bahn-Betrieb überwacht wird und Anweisungen erteilt werden. Hierbei entfällt jeweils eine Disponentenstelle für eine Stammstrecke. Der Fahrbetrieb erfolgt weitestgehend automatisch. Zur Überwachung und zur manuellen Steuerung bei Störfällen verfügt die MVG über Stellwerke, die sich in der Stadt verteilt befinden.
Bis auf einen Abschnitt nach Garching bedient die U-Bahn ausschließlich das Münchner Stadtgebiet. Aus diesem Grund ist die Stadt Garching an der Finanzierung der Münchner U-Bahn beteiligt.

### Straßenbahn

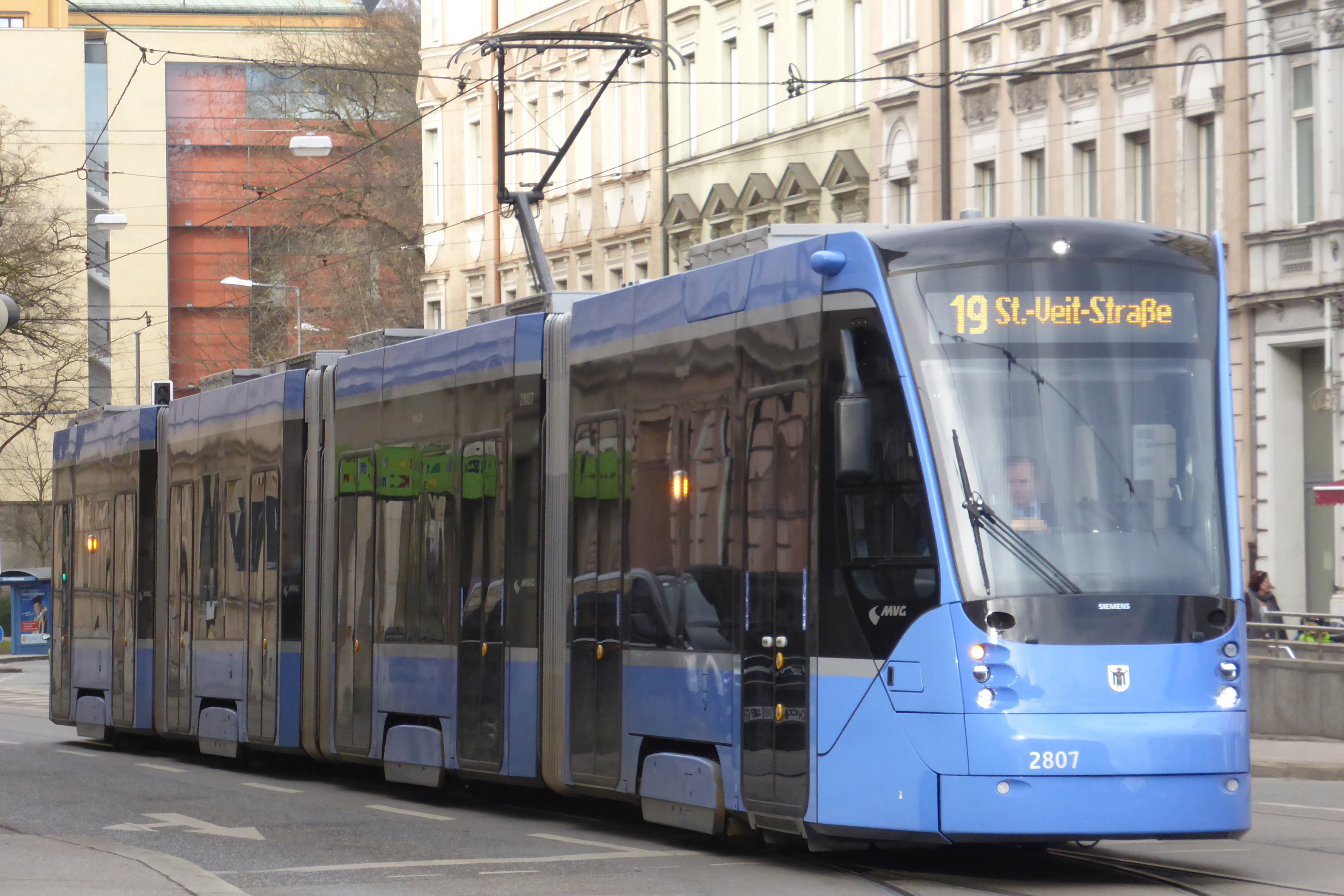
Fahrzeug des Typs T1.6

Die MVG ist Betreiber der Münchner Straßenbahn. Ihr Netz erstreckt sich auf über 82 Kilometer, wovon der Trambahn auf einer Strecke von 58 Kilometern eine eigene Trasse zur Verfügung steht. Mit ihr beförderte die MVG im Jahr 2019 rund 69 Millionen Fahrgäste, wobei es vor der COVID-19-Pandemie 125 Millionen Fahrgäste waren. Im Jahr 2022 verfügte sie über 132 Niederflurbahnen. Darüber hinaus werden zwei Fahrzeuge, die in den 1960er Jahren erbaut wurden und über Stufen zu den Plätzen führen, genutzt. Mit dem Stand von März 2018 besteht das Netz aus neun ganztags verkehrenden Linien. Ergänzend dazu fahren vier Verstärkerlinien und vier Nachtlinien, die, wie die Nachtbuslinien, mit einem „N“ am Anfang der Liniennummer gekennzeichnet sind. Die Trambahnlinien sind mit zweistelligen Zahlen von 12 bis 29 durchnummeriert. Auf dem gesamten Straßenbahnnetz in München soll die Tram bis 22 Uhr mindestens im Zehn-Minuten-Takt fahren.
Seit 2004 wurden alle Straßenbahnlinien durch bevorzugte Ampelschaltungen vollständig beschleunigt. Damit ist die Straßenbahn gegenüber dem Individualverkehr bevorrechtigt. Damit wurde die Pünktlichkeit erhöht und die Umlaufzeit zu Gunsten der Wirtschaftlichkeit verringert. Während vorher alle Niederflurfahrzeuge als Gliederzug ausgeführt wurden, verfügt die MVG seit 2018 über Straßenbahnen, die für Doppeltraktion ausgerüstet sind. Im Juli 2019 gab die SWM für die MVG eine Großbestellung in Höhe von mehr als 200 Millionen Euro an Siemens Mobility für 73 neue Straßenbahnfahrzeuge auf.
Neben den regulären Straßenbahnlinien führt die MVG mit der MünchenTram von Pfingsten bis Anfang Oktober Stadtrundfahrten durch und bietet zur Adventszeit mit der ChristkindlTram Rundfahrten mit weihnachtlichem Ambiente an. Den Strom erhalten die Fahrzeuge der elektrischen Straßenbahnen heute vollständig über eine Oberleitung. Infolge der Planung einer Trambahntrasse durch den Englischen Garten sind für das Teilstück akkubetriebene Fahrzeuge vorgesehen. Hierzu testete die MVG bereits Fahrzeuge mit Lithium-Ionen-Batterien.
Mit Ausnahme eines Abschnitts nach Grünwald bedient die Trambahn ausschließlich das Münchner Stadtgebiet. Damit die Trambahn die Gemeinde bedient, müssen sowohl der Landkreis als auch die Gemeinde Grünwald Ausgleichszahlungen aufbringen.

### Omnibus

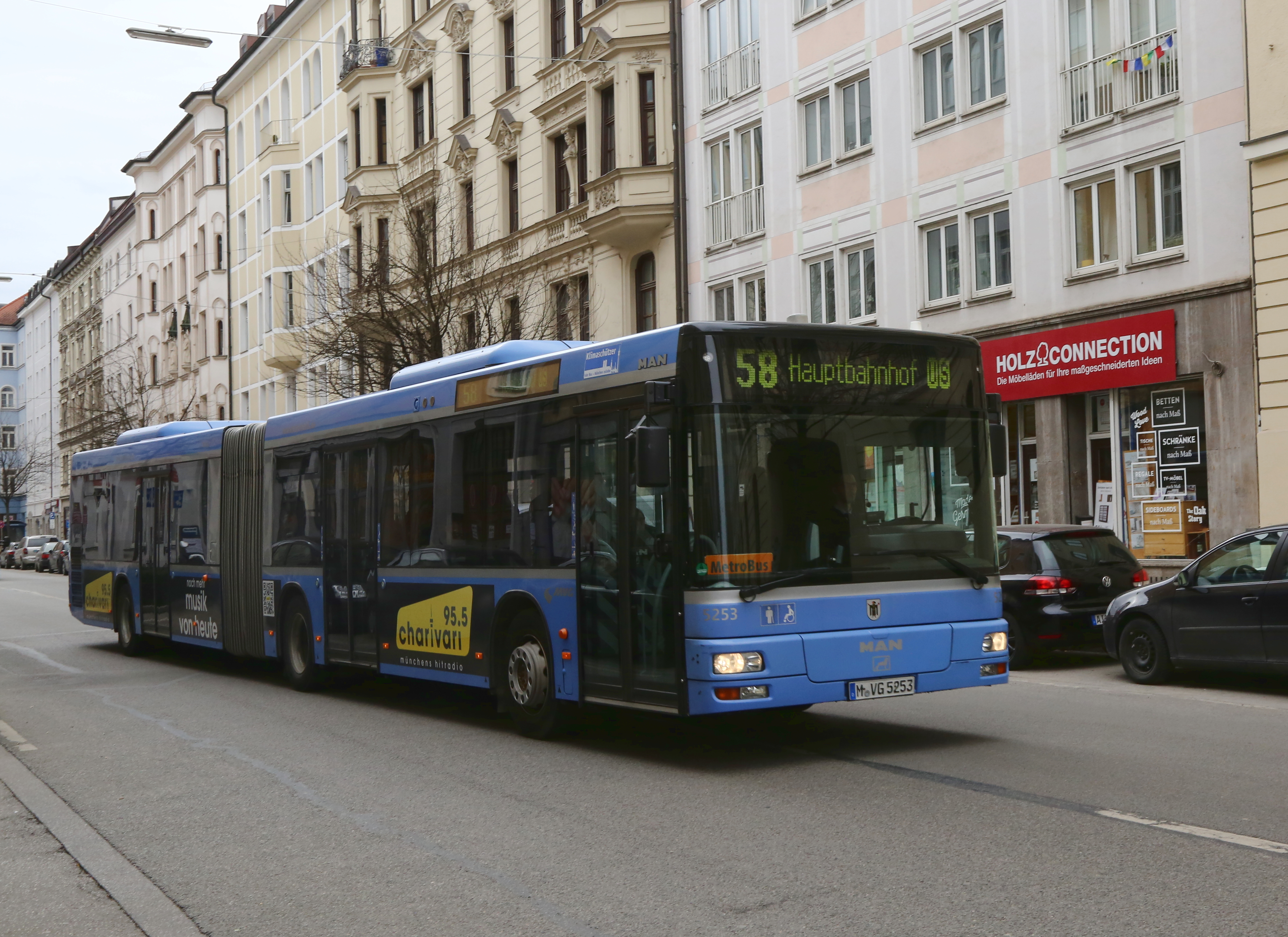
Gelenkbus MAN Lion’s City

Am 12. Dezember 2004, zwei Jahre nach der Gründung der MVG, wurde das Busliniennetz neu gestaltet. Seitdem wird zwischen MetroBus-Linien und StadtBus-Linien unterschieden: Während den MetroBus-Linien Nummern von 50 bis 59 vergeben wurden, erhielten die StadtBus-Linien neben der Nummer 100 Nummern von 130 bis 199. Dabei ist die zweite Stelle der Nummer in der Regel davon abhängig, in welchem Stadtbereich die Linie verkehrt. Durch zahlreiche neu eingeführte Linien ist das Linienschema heute jedoch nicht mehr völlig genau. Die Liniennummern N40 bis N49 wurden den Nachtlinien vergeben. Während die MetroBus-Linien tagsüber mindestens im Zehn-Minuten-Takt fahren, verkehren die StadtBus-Linien in der Regel mindestens im Zwanzig-Minuten-Takt. Im Jahr 2004 wurde erstmals eine TaxiBus-Linie, die erst nach einem Anruf startet, getestet. Seit Dezember 2013 betreibt die MVG zudem Expressbusse. Die bisher zweistellig nummerierten Expressbuslinien tragen am Anfang der Liniennummer den Buchstaben „X“.
Mit dem Stand von 31. Dezember 2018 betreibt die MVG 382 Busse auf 78 Linien und einem Bus-Streckennetz von 511 Kilometern. Ergänzt wird die Flotte durch 238 Busse von Partnerunternehmen und das Netz durch 15 Nachtlinien. Rund 221 Millionen Fahrgäste wurden 2019 in den Bussen gezählt, während sich 2022 aufgrund der COVID-19-Pandemie die Fahrgastzahlen auf 138 Millionen reduzierte. Das Streckennetz der Busse beläuft sich auf 495 Kilometer, wobei der Bus auf 23 Kilometern einen separaten Busfahrstreifen befahren kann. Die MVG plant, die Busspuren deutlich auszuweiten. Darüber hinaus werden die Linien infolge eines Stadtratsbeschlusses aus dem Jahr 2005 kontinuierlich durch eine bevorrechtigte Ampelschaltung beschleunigt. Neben Gelenkbussen verfügt die MVG auch über Solobusse und Buszüge. Die Linien fahren mit wenigen Ausnahmen ausschließlich im Stadtbereich von München. Die anderen Buslinien, die vorwiegend außerhalb der Münchner Stadtgrenze im MVV verkehren, werden von regionalen Busunternehmen betrieben. Sie haben Liniennummern im Bereich ab 200.
Die MVG testete bereits verschiedene Typen von Hybridantrieben. Ingo Wortmann kündigte im September 2017 an, dass die gesamte Busflotte auf Elektrobusse umgestellt werden soll. Die Busse sind bereits mit modernen, umweltfreundlichen Rußfiltern ausgestattet und werden mit schwefelarmem Dieselkraftstoff betrieben. Die Emissionen von Kohlenstoffmonoxid und Kohlenwasserstoffen und die Rußpartikel werden mittels Oxidationskatalysatoren und nachgeschalteten Rußfiltern bis zur Nachweisgrenze reduziert.

### Weitere Bereiche

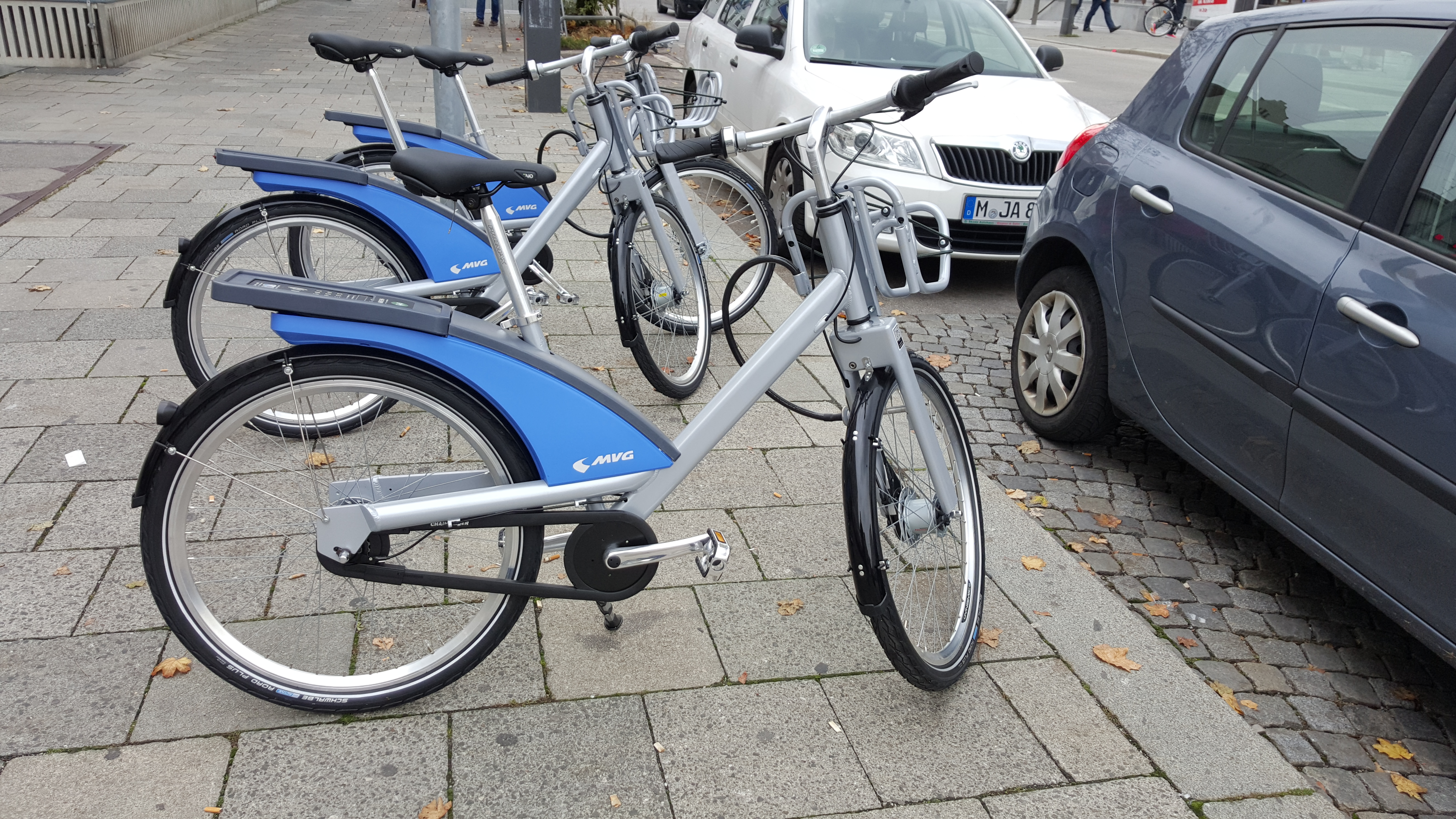
Fahrräder der MVG

Seit dem 9. Oktober 2015 vermietet die MVG unter dem Produktnamen MVG Rad Fahrräder. Die Cityräder sind jedoch nicht in den Fahrkarten des MVV enthalten, sondern müssen über eine Smartphone-App ausgeliehen werden. Lieferung und Betrieb übernimmt nach einer europaweiten Ausschreibung die Firma Nextbike. Das Fahrradverleihsystem wird aus Mitteln der Stadt bezuschusst. Über dieselbe App bietet die MVG seit Februar 2016 ein Portal für Carsharing an. Hierbei betreibt beziehungsweise besitzt die MVG die angebotenen Fahrzeuge jedoch nicht selbst, sondern vermittelt an verschiedene Carsharing-Anbieter. Die Verträge für MVG Rad laufen bis September 2025; dann soll ein neues Leihrad-System etabliert werden. Rund 4.500 Räder standen zum Ausleihen bereit. Das neue Leihrad-System kann allerdings aufgrund der Beschwerde beim Oberlandesgericht durch einen unterlegenen Bieter nicht nahtlos in Betrieb gehen.
Ende Oktober 2007 eröffnete die MVG das MVG Museum in der unter Denkmalschutz stehenden Trambahn-Hauptwerkstätte im Münchner Stadtteil Ramersdorf. Dort sind historische Straßenbahnen, Busse und Arbeitsfahrzeuge des Münchner Nahverkehrs aus unterschiedlichen Epochen ausgestellt.
Mit dem MVG IsarTiger testete die MVG seit 2018 im Münchner Westen, seit 2019 in einem Großteil des Münchner Stadtgebiets eine Art Sammeltaxi, der von mehreren Personen zeitgleich via App bestellt werden konnte. Durch einen Algorithmus wurde der kürzeste Weg berechnet. Die Fahrzeugflotte des von der MVG als Ridesharing-Angebot vermarkteten Angebots bestand aus 16 VW Caddys, die jeweils für bis zu sechs Fahrgäste Platz boten. Mit der COVID-19-Pandemie wurde der MVG IsarTiger eingestellt. Jedoch plant die MVG unter dem Namen MVG MIJA ab Herbst 2025 erneut ein On-Demand-Service zu starten.
2024 testete die MVG drei Monate unter dem Namen AltstadtMobil darüber hinaus den Einsatz von kostenlosen Mikrobussen und Rikschas in der Münchner Altstadt. Ein möglicher Dauerbetrieb hängt von den Ergebnissen des Testbetriebs ab.
Das Verkehrsunternehmen betreibt zwei Kundencenter und vier Infopoints zur Fahrgastinformation an Knotenpunkten der U-Bahn. Darüber hinaus verteilte die MVG bis 2017 kostenlose Infomagazine an die Fahrgäste, die bis 2011 unter dem Titel Linie 8 und ab 2012 als MVGinfo gedruckt wurden. Seit 2018 ist das Infomaterial der MVG im Service-Magazin der SWM, M-Puls, enthalten.

## Rezeption
Gemäß Paul Erker sind „die Planungen und Maßnahmen im öffentlichen Nahverkehr als Dienstleistungsprodukt […] Projektionsfläche kommunalpolitischer und stadtteilbezogener, bürgergesellschaftlicher Konflikte und Interessenslagen. Während man in der Geschäftsführung große verkehrswirtschaftliche Strategien“ entwirft, treffen diese Entscheidungen häufig auf Widerstand. Besonders vor Wahlen werden die Konflikte von „oppositionellen Rathausfraktionen aufgegriffen und für eigene stadtverkehrspolitische Interessen instrumentalisiert“. Erker fügt an, dass „[k]ein anders Produkt der SWM so präsent, sichtbar und auch kollektiv erfahrbar wie der ÖPNV“ ist, bei dem das Produkt „sozusagen Tag für Tag öffentlich vor aller Augen“ abläuft. So treffen diverse Pläne und Entscheidungen häufig auf politischen Streit beziehungsweise auf geschlossenen Widerstand bei Veränderungen der Linienführung.
Bei einer Studie des ADAC im Jahr 2010 zum öffentlichen Personennahverkehr in 23 europäischen Städten belegte München den Spitzenplatz und erhielt als einzige Stadt die Note „sehr gut“. Dagegen gab im Mai 2017 der Fahrgastverband Aktion Münchner Fahrgäste angesichts zunehmender Verspätungen und Störungen die Einschätzung ab „[d]ieser Nahverkehr ist der 1,5-Millionen-Stadt München unwürdig“. Die RIM Marktforschung GmbH ermittelt im Auftrag des Presseamtes der Stadt München regelmäßig die Bürgerzufriedenheit mit Teilbereichen der Münchner Stadtpolitik. Im Zeitraum 2006 bis 2013 waren zwischen 80 und 90 Prozent der repräsentativ Befragten zufrieden mit dem Angebot von U-Bahn, Bus und Tram, im Zeitraum 2018 bis 2019 lag der Wert jedoch nur noch zwischen 75 und 55 Prozent.
Hinsichtlich der Ticketpreise kritisierte der ADAC in seiner europaweiten Studie 2010 alle untersuchten deutschen Städte mit Ausnahme von Leipzig. Auch von der Münchner Presse werden die Ticketpreise und die kontinuierliche Erhöhung der Kosten einer Fahrkarte im MVV kritisiert. Obwohl die Einnahmen im Vorjahr mit mehr als sieben Prozent deutlich im Plus waren, erhöhte der MVV im Dezember 2016 die Ticketpreise um 2,9 Prozent, was deutschlandweit am stärksten war. Hintergrund ist eine von der MVG geforderte und vom MVV umgesetzte Erhöhung des Semesterticketpreises für Studenten, die den regulären Tarifpreisen angeglichen wurden. Um das Semesterticket jedoch weiterhin attraktiv zu belassen, wurde auch der reguläre Ticketpreis erhöht. Die Aktion Münchner Fahrgäste kritisierte: „Diese Tariferhöhung lässt sich nicht mit den bisherigen Leistungen der Verkehrsunternehmen rechtfertigen“. Besonders für Schüler und Auszubildende werden günstigere Ticketpreise gefordert. In einem späteren Beitrag meinte die Aktion Münchner Fahrgäste, dass ein wachsender Frust der Fahrgäste durch Störungen und Schwächen im Fahrplan herrscht.

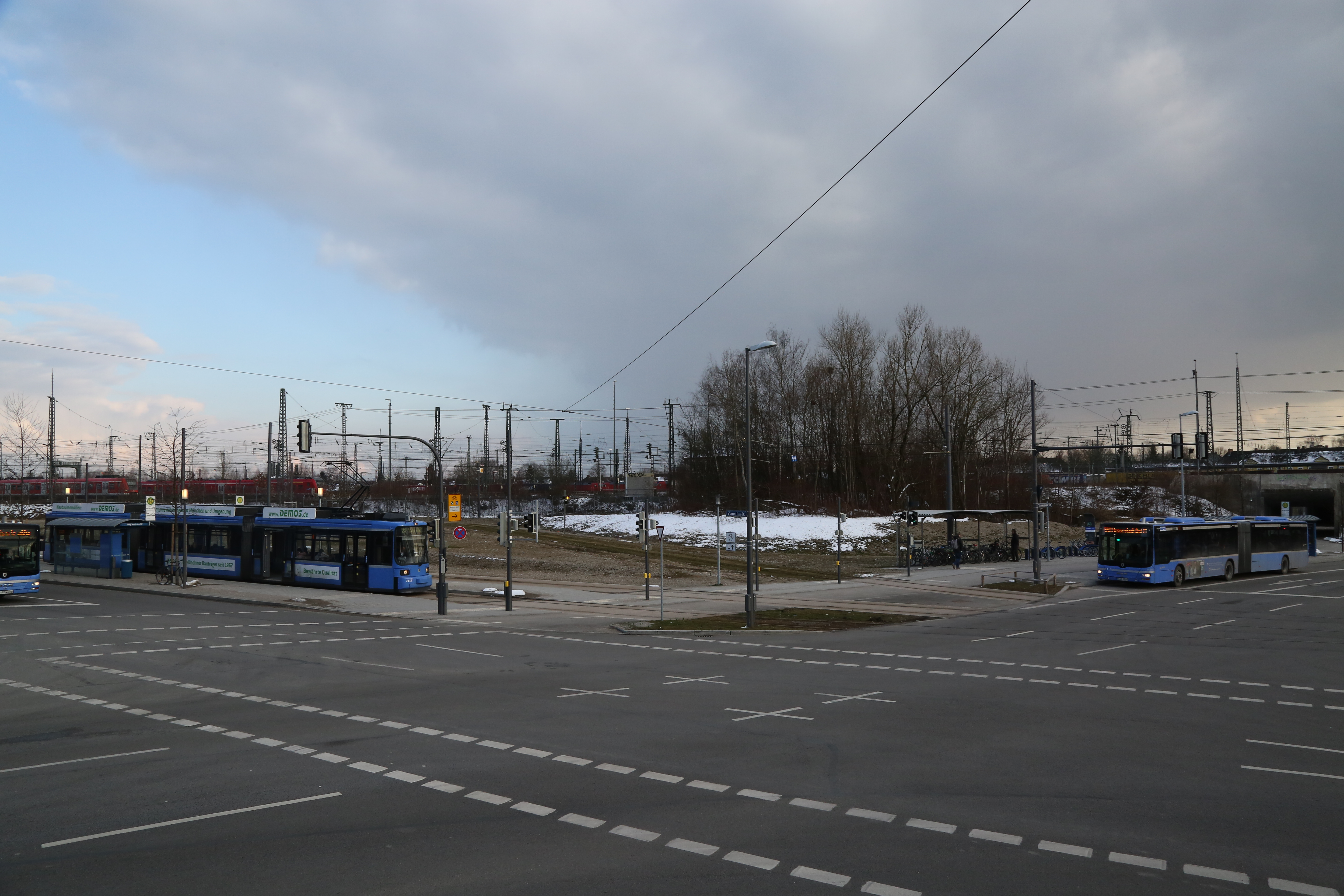
Die Fahrplanänderungen infolge einer Straßenbahnerweiterung zum Haltepunkt Berg am Laim führten zu Kritik

Neuerungen von Linienführungen werden ebenfalls teils kontrovers diskutiert. Zahlreiche Verlängerungen werden in der Bevölkerung begrüßt. So wurde im Dezember 2016 eine Linie zwischen Ackermannbogen und dem Rotkreuzplatz durch den Olympiapark eingerichtet, die zuvor von Anwohnern über mehrere Jahre gefordert wurde. Auch diverse Verlängerungen von weiteren Buslinien werden von den betroffenen Bezirksausschüssen positiv aufgenommen. Allerdings gibt es auch negative Stimmen zu Verlängerungen: Nachdem eine Straßenbahn zum Haltepunkt Berg am Laim gebaut wurde, wurden einige Busse zur neuen Endhaltestelle der Trambahn geführt, die zuvor zum Max-Weber-Platz fuhren. Dadurch wurde die Fahrtzeit von manchen Haltestellen in Richtung Zentrum zum Teil verdreifacht. Ferner wurde kritisiert, dass die Trambahn „ins Nirwana“ statt in die Innenstadt führt und man noch ein weiteres Mal umsteigen muss, um in Richtung Zentrum zu kommen. Die MVG reagierte mit der Einführung einer zusätzlichen Buslinie und einer veränderten Linienführung der Trambahn, die in Richtung Stachus führt. Schon vorher kam es zu ähnlichen Protesten, als die MVG eine tangential verkehrende Buslinie vom Bahnhof Moosach zum Olympia-Einkaufszentrum im Zuge einer U-Bahn-Erweiterung zurücknahm. Gegen diese Kürzung sprachen sich Stadtratspolitiker aus allen Fraktionen aus. Nach mehrjährigem Protest wurde die Route, allerdings durch eine neue Linie, schließlich wieder aufgenommen.
Positive Resonanz erhielt die MVG beim Design ihrer U-Bahnhöfe. Nachdem diese gemäß Süddeutscher Zeitung ursprünglich „alle recht ähnlich aussahen“, „lohnt sich das Aussteigen“ heute an manchen Stationen. Wiederum bei den U-Bahnen wurde der Zeitpunkt von Bauarbeiten auf U-Bahn-Strecken, etwa die vollständige Streckensanierung der U 3 zwischen Münchner Freiheit und Scheidplatz, kritisiert, was die MVG trotz Widerstand von Seiten des Stadtrats auch in Wintermonaten vornahm. Alexander Reissl, ehemaliger Fraktionschef der SPD, kritisierte, dass in den Sommermonaten weniger Personen die U-Bahn nutzen würden und daher Bauarbeiten im Sommer sinnvoller gewesen wären. Trotz der Kritik begann die MVG mit den Bauarbeiten im Oktober. Wiederum positive Stimmen erhielt der flächendeckende Einbau von LTE-Technik im gesamten U-Bahn-Netz.